# Can Bonet (Sant Climent de Llobregat)
Can Bonet és un mas a l'est del nucli de Sant Climent de Llobregat (el Baix Llobregat) que forma part de l'Inventari del Patrimoni Arquitectònic de Catalunya.

## Arquitectura
Es tracta d'una masia del terme de Sant Climent, formada per una planta basilical, el cos central destaca dels dos laterals i presenta el sostre a dues vessants, mentre el sostre dels laterals és d'una vessant. Galeria a la part superior d'arcs rebaixats.

## Història
Amb l'estudi de referències al camí Ral que es relacionen amb topònims de localització desconeguda, l'historiador Josep Capmany relaciona l'anomenat Mas Pasteller amb l'actual can Bonet, que era propietat d'en Vincenç Bonet. I fa menció també a l'esment a un camí públic al nord de les propietats d'en Bertomeu Bardina, topònim que encara es conserva avui i correspon al torrent que passa pel costat de Can Bonet, que està situat justament a la confluència entre el Torrent de Bardina i la Riera de Sant Climent.
L'antiga Masia Can Bonet fou enderrocada i en el seu lloc s'hi edificà un nou edifici conservant la fisonomia de l'antiga masia i convertint-se en restaurant i hotel.
Actualment, després del canvi de qualificació urbanística sofert, la Masia Can Bonet està cedida al municipi. Està situada una mica allunyada del centre del poble, al costat dels equipaments esportius més importants del municipi, la piscina i el poliesportiu. L'Ajuntament no ha pres cap decisió amb relació a l'ús d'aquest edifici, després d'haver rebut diferents ofertes per a ubicar-hi una residència de gent gran i un centre de dia.